# Sam Pillsbury
Sam Pillsbury (* 23. November 1946 in Waterbury, Connecticut) ist ein US-amerikanisch-neuseeländischer Filmregisseur, Drehbuchautor und Filmproduzent der in den 1980er, 1990er und 2000er Jahren mehrere Kinofilme inszenierte, darunter Klynham Summer, Hotel unter Sternen, Zandalee – Das sechste Gebot, Free Willy 3 – Die Rettung, Crooked Earth oder Wo der rote Farn wächst.

## Leben und Karriere
Der 1946 in Waterbury im US-Bundesstaat Connecticut geborene Sam Pillsbury lebte in der Karibik und in New England, zog 1960 von außerhalb von Boston, als er 14 Jahre alt war, nach Neuseeland. Aufgewachsen in Neuseeland, hatte er dort Familie und Filmkarriere, zog 1989 nach Los Angeles, machte dort weitere Filme, zog nach Phoenix in Arizona und begann 1990 dort mit einem Weinberg. Des Weiteren unterrichtete er englische Literatur an der Victoria University of Wellington und war darüber hinaus vier Jahre lang Vorsitzender der New Zealand Motion Picture Academy. Seine Filmlaufbahn begann Pillsbury bereits Mitte der 1970er Jahre unter anderem als Regisseur und Drehbuchautor für Dokumentar- und Kurzfilme. 1985 gab er sein Debüt als Fernsehregisseur bei der Serie Heart of the High Country, es folgten weitere Regie-Engagements in den 1990er und 2000er Jahren für zahlreiche Fernsehfilme.
1982 gab Pillsbury sein Kinofilmdebüt als Regisseur bei dem Mystery-Thriller Klynham Summer mit Jono Smith, Tracy Mann und Daniel McLaren in den Hauptrollen. Zu seinen weiteren Kinofilmen, die er inszenierte, zählen unter anderem Hotel unter Sternen, das Erotikdrama Zandalee – Das sechste Gebot mit Nicolas Cage, der Abenteuerfilm Free Willy 3 – Die Rettung mit Jason James Richter, Crooked Earth, der Krimi Morgan's Ferry mit Billy Zane und Kelly McGillis oder das Familiendrama Wo der rote Farn wächst.
Neben seiner Tätigkeit als Film- und Fernsehregisseur schrieb er auch Drehbücher und trat verschiedentlich als Produzent in Erscheinung, unter anderem für den preisgekrönten neuseeländischen Science-Fiction-Film Quiet Earth – Das letzte Experiment aus dem Jahre 1985 von Geoff Murphy mit Bruno Lawrence in der Hauptrolle. Bei den New Zealand Film and TV Awards erhielt er dafür sowohl den Film Award Best Film als auch die Auszeichnung für die Best Screenplay - Adaptation.
In seiner Freizeit hat Pillsbury eine Reihe von Häusern in Neuseeland, LA und Phoenix entworfen und gebaut, ferner war er bereits als Seemann, Windsurfer, Taucher und als Reiter aktiv. Er spielte Schlagzeug in einer Rock-’n’-Roll-Band und hat als Mechaniker eigene Autos von Grund auf neu gebaut. Er ist Absolvent der Bondurant Grand Prix Straßenrennschule in Phoenix, Arizona, und besitzt eine Wettbewerbslizenz. Als letztes Projekt realisierte er als Winzer die Pillsbury Wine Company, in dem er 100 Morgen im Cochise County, in Arizona kaufte und dort zwölf Hektar Rhône-Reben pflanzte.

## Auszeichnungen
- 1987: Gewinner des Film Award Best Film bei den New Zealand Film and TV Awards für The Quiet Earth zusammen mit Don Reynolds
- 1987: Gewinner des Best Screenplay - Adaptation bei den New Zealand Film and TV Awards für The Quiet Earth zusammen mit Bill Baer und Bruno Lawrence

## Filmografie (Auswahl)
| - 1974: Games '74: Official Film of the Xth British Commonwealth Games, Christchurch, New Zealand, 1974 (Dokumentarfilm) - 1975: Men and Super Men (Kurzfilm) - 1977: Birth with R.D. Laing (Dokumentarfilm) - 1982: Klynham Summer - 1985: Heart of the High Country (Fernsehserie, 6 Episoden) - 1987: Hotel unter Sternen (Starlight Hotel) - 1989: TV 101 (Fernsehserie, 1 Episode) - 1990: Against the Law (Fernsehserie, 2 Episoden) - 1991: Zandalee – Das sechste Gebot (Zandalee) - 1991: Land der Vergessenen (Into the Badlands) (Fernsehfilm) - 1991: Eerie, Indiana (Fernsehserie, 2 Episoden) - 1992: Spiel der Patrioten (The President’s Child) (Fernsehfilm) - 1994: Knight Rider 2010 (Fernsehfilm) - 1994: Eyes of Terror (Fernsehfilm) - 1994: Search for Grace (Fernsehfilm) - 1995: Shadows of Desire (Fernsehfilm) - 1995: Between Love and Honor (Fernsehfilm) - 1996: Sins of Silence (Fernsehfilm) - 1996: A Mother's Instinct (Fernsehfilm) - 1996: Thrill (Fernsehfilm) - 1997: Free Willy 3 – Die Rettung (Free Willy 3: The Rescue) - 1998: Zu jung für ein Baby (Fifteen and Pregnant) (Fernsehfilm) - 1999: Secret of Giving (Fernsehfilm) - 2001: Crooked Earth - 2001: The Wedding Dress (Fernsehfilm) - 2001: Morgan's Ferry - 2001: Taking Back Our Town (Fernsehfilm) - 2003: Wo der rote Farn wächst (Where the Red Fern Grows) - 2003: Audrey's Rain (Fernsehfilm) - 2003: The King and Queen of Moonlight Bay (Fernsehfilm) - 2004: Raising Waylon (TV-Special) - 2009: Endless Bummer | - 1975: Men and Super Men (Kurzfilm) - 1982: Klynham Summer - 1985: Quiet Earth – Das letzte Experiment - 2003: Wo der rote Farn wächst (Where the Red Fern Grows) - 2009: Endless Bummer - 1982: Klynham Summer - 1985: Quiet Earth – Das letzte Experiment - 1996: A Mother's Instinct (Fernsehfilm) - 2009: Endless Bummer |